# South West Africa People's Organisation
De South West Africa People's Organisation (Duits: Südwestafrikanische Volksorganisation, SWAVO, Afrikaans: Suidwes-Afrikaanse Volksorganisasie, SWAVO) is een bevrijdingsbeweging en sinds de onafhankelijkheid van Namibië in 1990 de enige regeringspartij die bij alle verkiezingen de absolute meerderheid behaalde. Ondanks dat de naam van het land na de onafhankelijkheid door SWAPO veranderd werd van South West Africa naar Namibië, bleef de naam van de partij een verwijzing naar de oude gehate benaming hebben. Ze veranderde haar naam van SWAPO naar Swapo Party of Namibia.

## Ontstaan
SWAPO werd opgericht op 19 april 1960 door Andimba Toivo ya Toivo als opvolger van Ovamboland People’s Organization (OPO). OPO heette voor 1959 nog Ovamboland People's Congress (OPC), een beweging die in 1957 was ontstaan. De reden van de naamsverandering naar SWAPO was om de beweging een nationaler karakter te geven en niet enkel meer de Owambo's te vertegenwoordigen. Het doel van SWAPO was om zich te verzetten tegen het systeem van contractarbeid en gedwongen verhuizing, ingesteld door de Zuid-Afrikaanse bezetter die apartheid had ingevoerd. Tevens had SWAPO zich een onafhankelijk Namibië ten doel gesteld. Sam Nujoma werd gekozen als president van SWAPO.

## Onafhankelijkheidsstrijd
In 1962 richtte SWAPO een militaire vleugel op, de People's Liberation Army of Namibia (PLAN). Vanaf 1966 werden er militaire kampen opgericht in Tanzania en Zambia, later verhuisden deze kampen zich naar Angola. Op 26 augustus 1966 trachtte de Zuid-Afrikaanse politie PLAN te verrassen met operatie Blouwildebees. Het leidde tot een confrontatie tussen de twee in het plaatsje Omgulumbashe in het toenmalige Owamboland. Deze confrontatie wordt als het begin beschouwd van de Zuid-Afrikaanse Grensoorlog.
Als gevolg van de guerrillastrijd nam de onderdrukking van de kant van de Zuid-Afrikaanse bezetter toe en werd het steeds moeilijker voor de SWAPO om in Namibië politiek te bedrijven. De meeste SWAPO-leiders moesten het land verlaten. Andimba Toivo ya Toivo werd opgepakt en voor twintig jaar verbannen naar Robbeneiland. De strijd nam toe en duizenden mensen vluchtten naar opvangkampen in buurlanden Botswana, Zambia en Angola. SWAPO zorgde hier voor medische zorg en onderwijs. In ballingschap werden Namibiërs opgeleid voor functies met het oog op de uiteindelijke machtsoverdracht.
De politieke tak van de SWAPO vroeg bij verschillende vergaderingen van de Verenigde Naties om maatregelen tegen Zuid-Afrika. In 1978 werd resolutie 435 van de VN-Veiligheidsraad aangenomen, waarin een staakt-het-vuren wordt geëist en de Zuid-Afrikaanse troepen worden gemaand zich terug te trekken. Zuid-Afrika aanvaardde deze resolutie. Desondanks viel het Zuid-Afrikaanse leger op 4 mei 1978 Cassinga in het zuiden van Angola aan, wat volgens de SWAPO een vluchtelingenkamp was en volgens Zuid-Afrika een militair trainingskamp en hoofdkwartier. Ongeveer 600, meestal ongewapende, mannen, vrouwen en kinderen kwamen bij deze verrassingsaanval om. De strijd laaide hierna weer op. Cassinga Day is nu een nationale feestdag in Namibië.
Het duurde vervolgens nog tien jaar voor er een nieuwe doorbraak kwam in de kwestie Namibië. Op 22 december 1988 werd resolutie 435 alsnog ondertekend door vertegenwoordigers van alle partijen en vanaf 1 april 1989 zag een vredesmacht van de Verenigde Naties toe op de uitvoering van deze resolutie. Tienduizenden Namibiërs keerde naar huis terug, waaronder Sam Nujoma op 14 september 1989.

## DDR-kinderen van Namibië

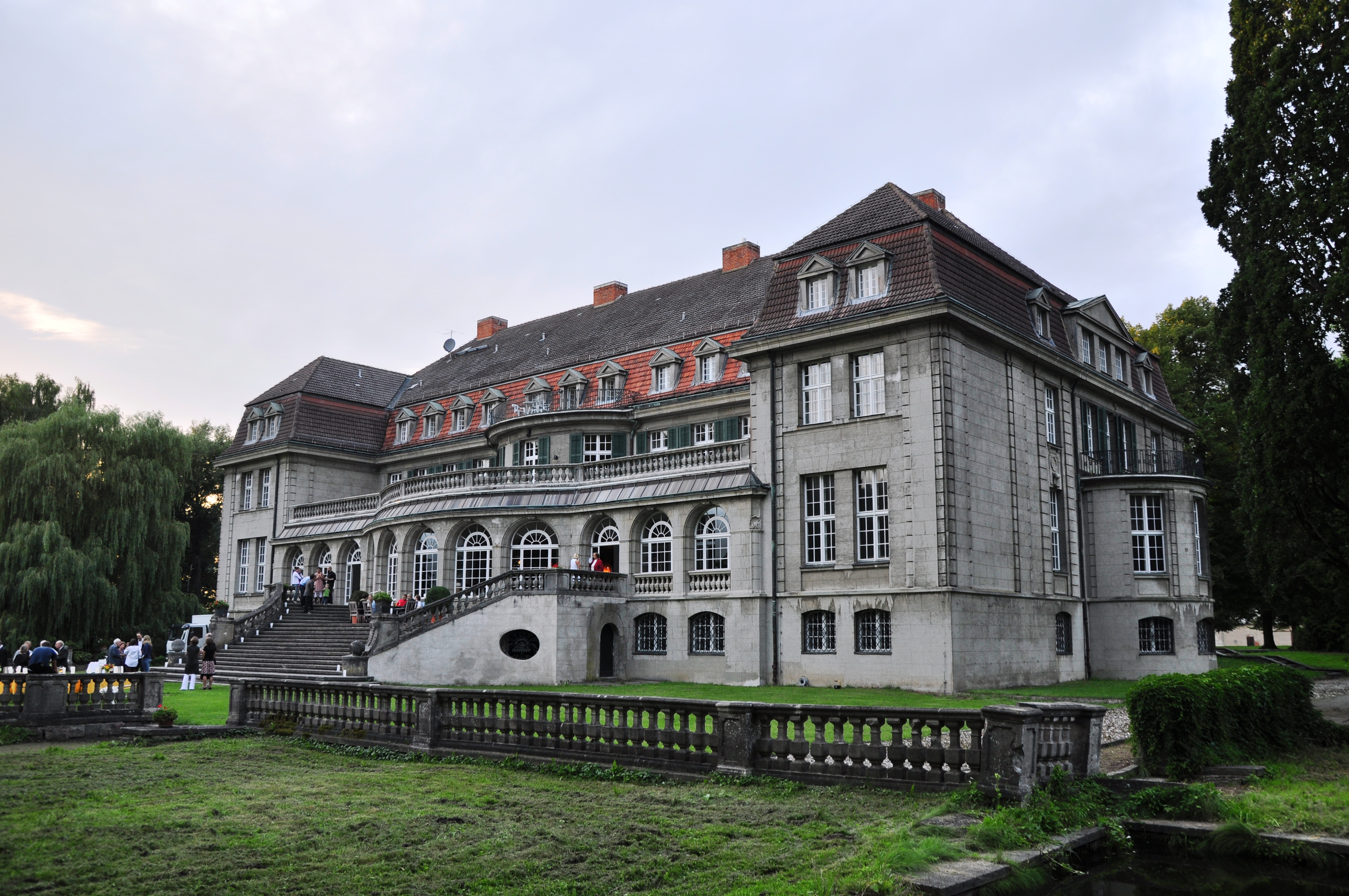
Het kasteel van Bellin

De onafhankelijkheidsoorlog leidde tot een vluchtelingenstroom naar de buurlanden, voornamelijk het zuiden van Angola. Na de aanval van het Zuid-Afrikaanse leger bij Cassinga vroeg Sam Nujoma aan de Duitse Democratische Republiek om vluchtelingenkinderen op te vangen. Swapo en de DDR hadden reeds goede relaties, zo had de DDR reeds voor een korte tijd gewonde PLAN-strijders opgevangen. Op 12 september 1979 aanvaardde het Centraal Comité van de Sozialistische Einheitspartei Deutschlands Nujoma's vraag en stelde een locatie bij Staßfurt en ook het kasteel Jagdschloss Bellin ter beschikking. 430 kinderen verhuisden in verschillende fases naar de DDR en volgden te Bellin een schoolopleiding. De meesten van hen waren wezen, maar er waren ook kinderen van Swapo-functionarissen. De toestemming voor de verplaatsing van de familieleden van die laatste groep werd niet altijd gevraagd. De DDR zag de opvoeding van de kinderen als een onderdeel van de socialistische wereldrevolutie. De kinderen gingen in het Duits naar school, maar er werd toch getracht om de Namibische cultuur te onderhouden door traditionele dansen, eten en Oshiwambo liederen. Dit alles moest ervoor zorgen dat een nieuwe elite voor Swapo gevormd werd.

In 1989 werd Namibië onafhankelijk en viel in de DDR de Berlijnse Muur. Dit resulteerde in de vraag van een oudercomité om de kinderen terug naar Namibië te sturen. Hiermee zou ook getoond worden dat het gerucht dat de kinderen ontvoerd waren, onjuist was. De repatriëring gebeurde tussen 26 en 31 augustus 1990. De kinderen, die opgegroeid waren in Duitsland, ondergingen een cultuurschok. Ze beschrijven zich tegenwoordig als de 'Ossis van Namibië' of als 'Omulaule', wat zwarte in het Oshiwambo betekent. Sinds 2009 vraagt een drietal mannen geld aan toeristen in Windhoek om een tentoonstelling over de DDR-kinderen te organiseren. Deze tentoonstelling heeft sindsdien echter nooit plaatsgevonden en dat zal waarschijnlijk ook niet meer gebeuren.

## Partijorganisatie

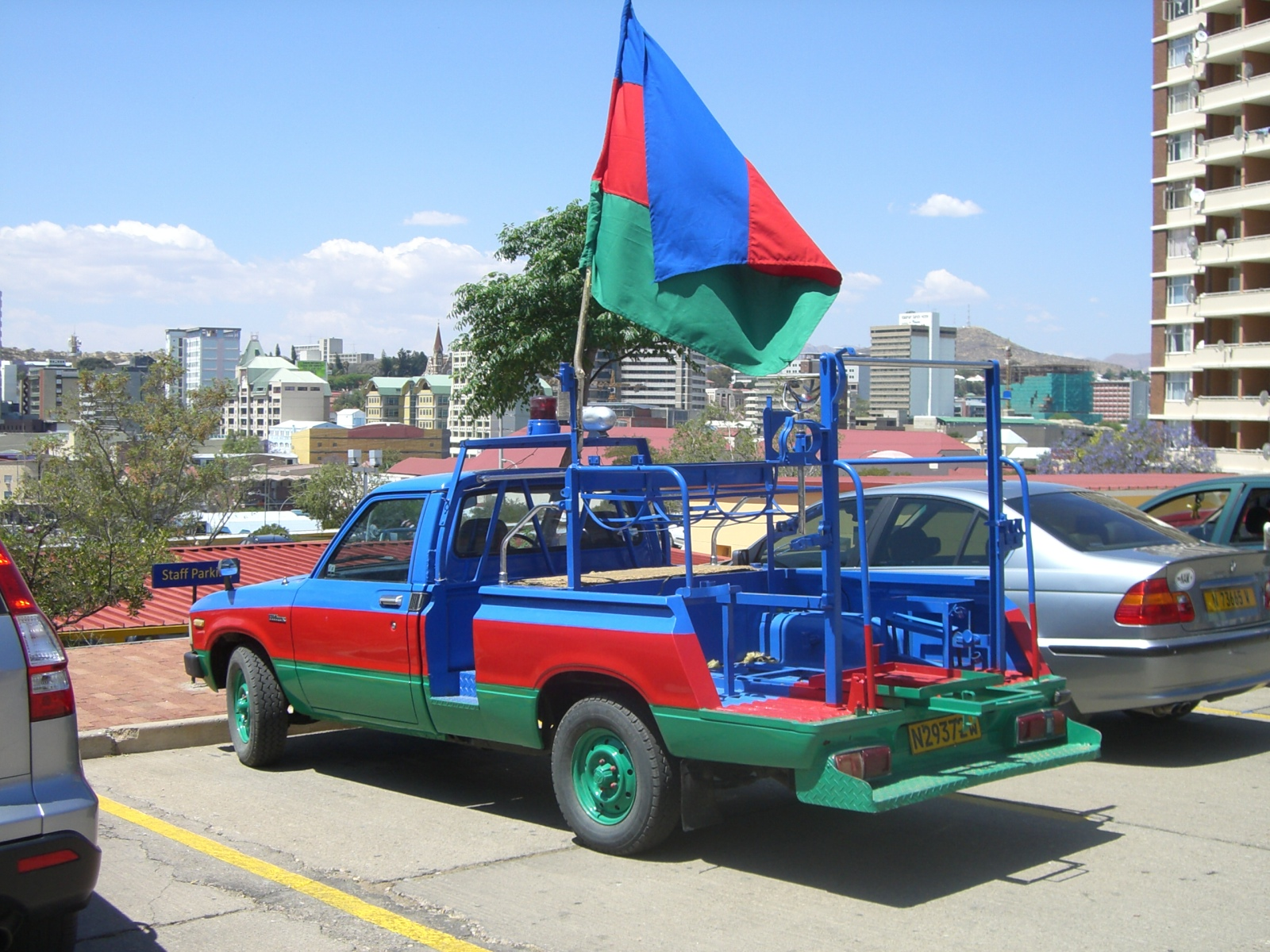
Wagen tijdens de verkiezingscampagne van 2009